# 1899年1月11日日食
1899年1月11日日食为一次在协调世界时1899年1月11日（东半球为1月12日）出現的日偏食。該次日食食分為0.7158。

## 概述
這次日食的食分是0.7158。

## 基本參數
- 類型：日偏食
- 食甚資料：
  - 日期：1899年1月11日
  - 時間：22時38分2秒
  - 地點：64N 168E
  - 食分：0.7158

## 外部連結
- NASA日食專頁（页面存档备份，存于）（英文）